# Pistyll Rhaeadr

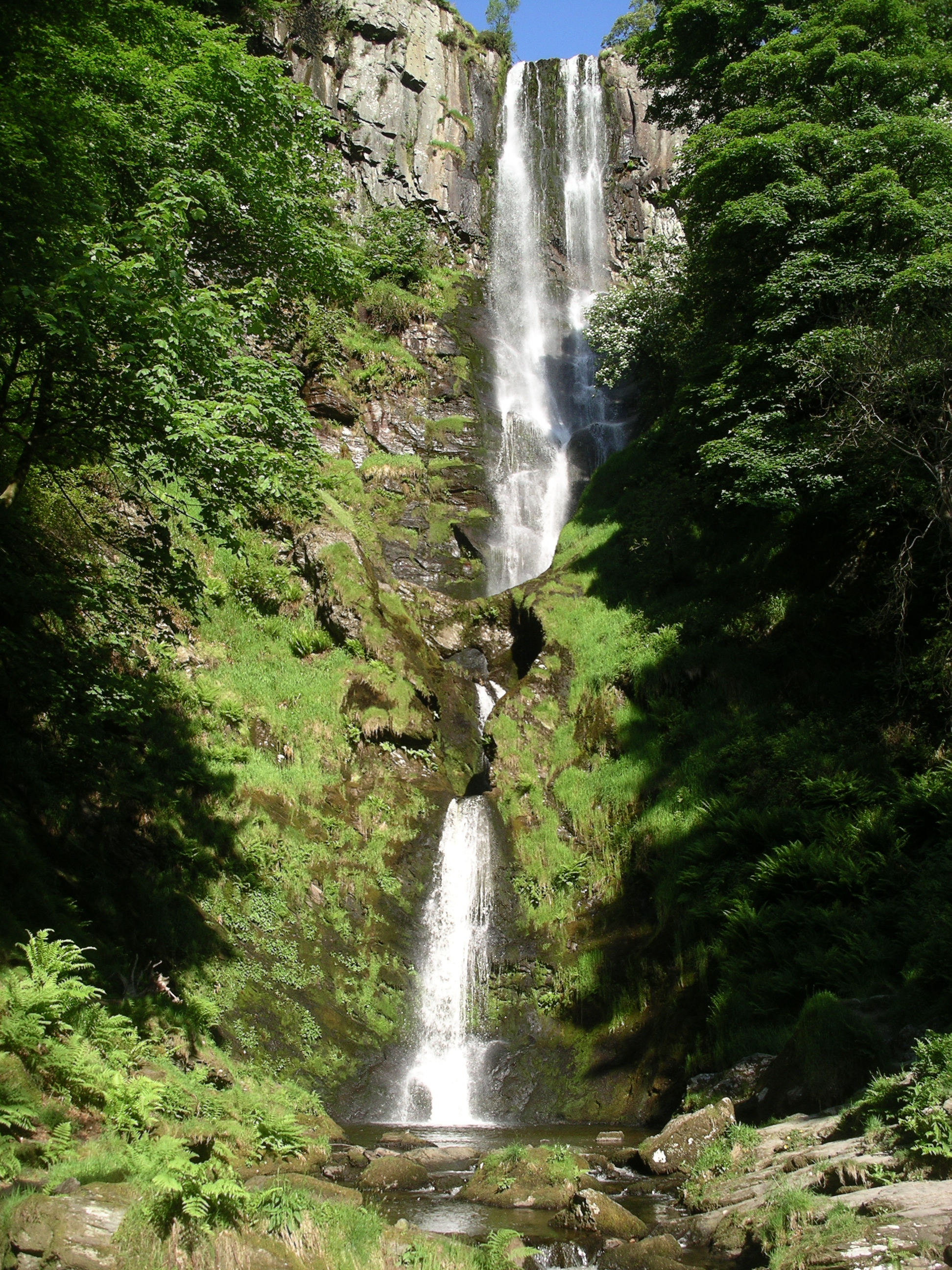
Der 73 m hohe Pistyll Rhaeadr Wasserfall

Pistyll Rhaeadr ist ein Wasserfall in Wales. Er befindet sich nahe dem nordwalisischen Ort Llanrhaeadr-ym-Mochnant in der Unitary Authority Powys, 20 km westlich von Oswestry.

## Beschreibung
Der Pistyll Rhaeadr wird durch den Fluss Afon Disgynfa gespeist. In drei Stufen stürzt der Fluss über eine 73 m hohe silurische Felswand in die Tiefe. Ab hier fließt der Fluss unter dem neuen Namen River Rhaeadr (walisisch Afon Rhaeadr) weiter. Die höchste der drei Stufen misst über 40 m. Der Pistyll Rhaeadr zählt zu den sogenannten Sieben Wundern von Wales.

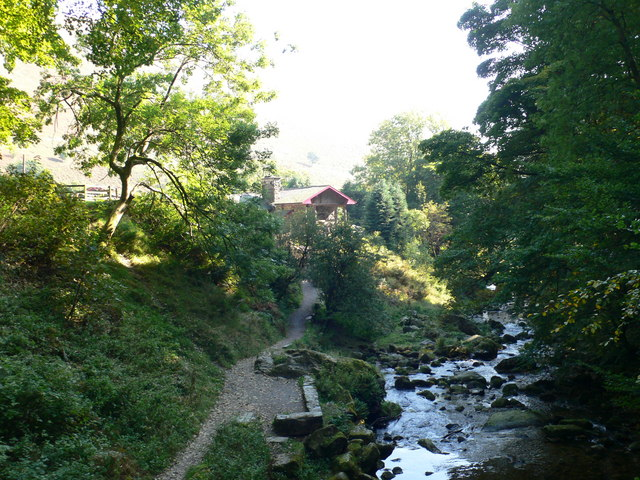
Das Tan y Pistyll Restaurant am Fuße des Wasserfalls

Obwohl der Wasserfall öfters in den Medien, Regierungsquellen und anderen Quellen als der höchste Wasserfall in Wales oder der höchste einstufige Wasserfall im Vereinigten Königreich bezeichnet wurde, wird er in beiden Kategorien sowohl vom Devil's Appendix als auch vom Pistyll y Llyn und weiteren Wasserfällen übertroffen.
In der Nähe des Wasserfalls befinden sich Parkmöglichkeiten sowie ein Café mit B&B, das den walisischen Namen Tan y Pistyll (dt.: Kleines Haus unter dem Wasserfall) trägt. Es besitzt eine behördliche Genehmigung Ziviltrauungen bei Heiratswilligen durchzuführen, die sich im Angesicht des Wasserfalles das Jawort geben möchten.